# Amanzia greppini
Amanzia greppini ("de Amanz Gressly y de Jean-Baptiste Greppin ") es la única especie conocida del género extinto Amanzia de dinosaurio saurópodo turiasaurio, que vivió a finales del período Jurásico, hace aproximadamente  155 millones de años, en el  Kimmeridgiense, en lo que hoy es Europa. Encontrado en la Formación Reuchenette en Moutier, Suiza, originalmente fue nombrada como una especie de Ornithopsis.

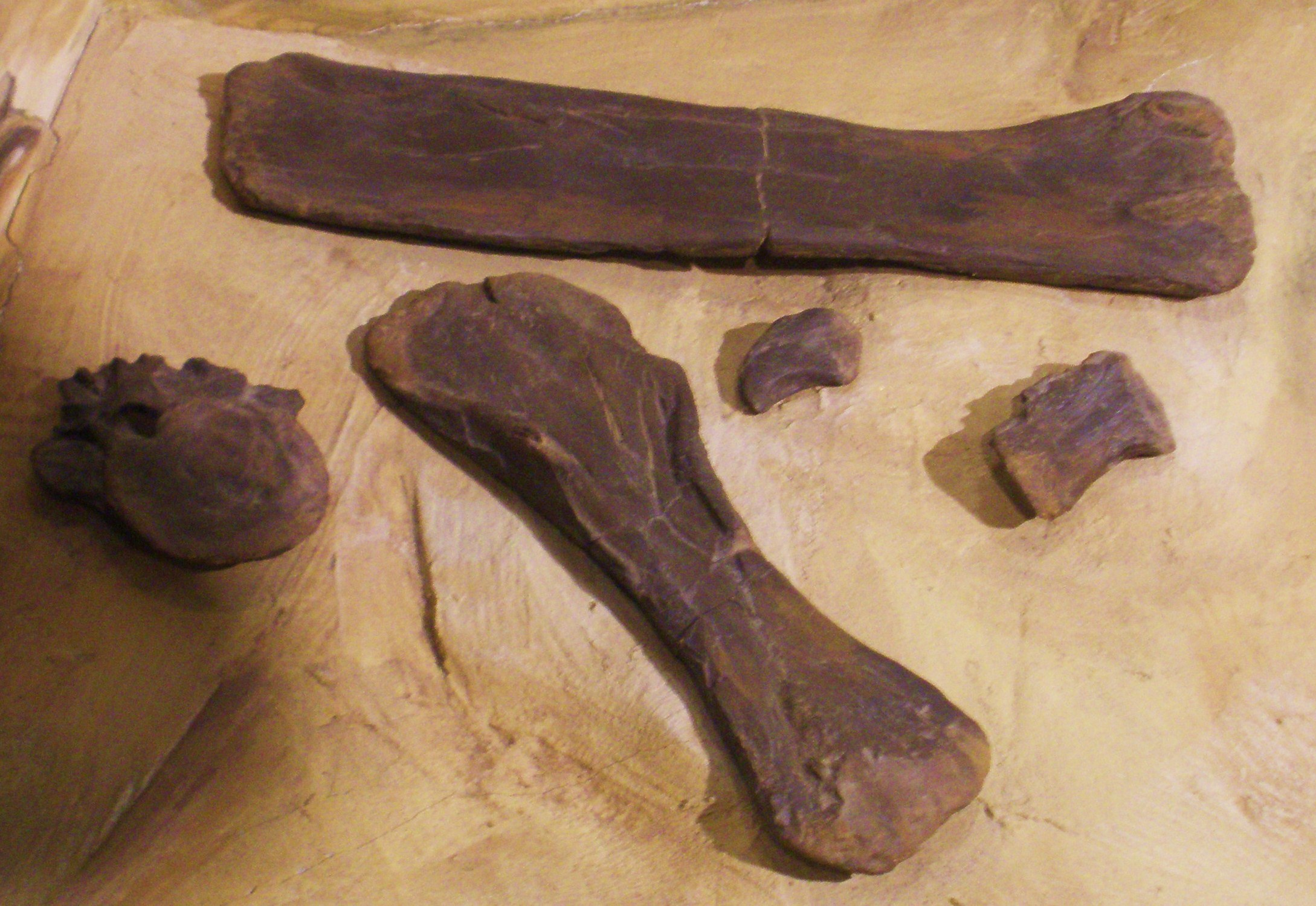
Húmero, fémur parcial, dos vértebras y un ungal

Los restos fueron descubiertos originalmente en la década de 1860, por trabajadores en una cantera de piedra caliza en Basse Montagne. Algunos de los restos fueron vendidos a coleccionistas. Cuando el geólogo Jean-Baptiste Greppin se enteró de esta situación, adquirió todos los huesos restantes y los agregó a la colección del Museo de Historia Natural de Basilea. Debido a que fueron encontrados en asociación con un diente de terópodo, fueron identificados erróneamente como pertenecientes a un dinosaurio depredador, por lo que Greppin en 1870 acuñó el nombre "Megalosaurus meriani". En 1920, Werner Janensch reasignó el diente al género Labrosaurus. Sin embargo, en 1922, Janensch se dio cuenta de que las vértebras pertenecían a un saurópodo, por lo que escribió a Friedrich von Huene, quien les dio el nombre de Ornithopsis greppini. En 1927, von Huene asignó la especie a su nuevo género Cetiosauriscus. Desde entonces ha recibido poca atención, y los pocos documentos que lo mencionan generalmente lo consideraban dudoso sin más comentarios. Después de que sus fósiles fueron limpiados y preparados por primera vez, en 2003 por Antoine Heitz, se descubrió que no estaba estrechamente relacionado con Cetiosauriscus.  Desde entonces ha recibido poca atención, y los pocos artículos que la mencionan suelen llamarla nomen dubium, sin más comentarios y recién en 2020, Schwarz et al. le dio el nombre de Amanzia, por el geólogo suizo Amanz Gressly.
Después de que Antoine Heitz limpiara y preparara sus fósiles por primera vez en 2003, se descubrió que no estaba estrechamente relacionado con Cetiosauriscus. En 2005, C. Hofer dedicó una tesis de maestría al tema. En 2007, se informó de la rara presencia de cartílago fosilizado en la articulación de una extremidad. En 2020, Daniela Schwarz, Philip D. Mannion, Oliver Wings y Christian A. Meyer le dieron el nombre de género Amanzia, en honor al geólogo suizo Amanz Gressly, quien fue el primero en descubrir huesos de dinosaurios en Suiza. Amanzia es en sí misma el primer saurópodo nombrado a partir de restos suizos.
En 2020, no se seleccionó ningún lectotipo y los autores de los nombres mantuvieron la serie de sintipos original indicada por von Huene, que consta de cuarenta y nueve huesos. La Formación Reuchenette en la que se encontraron data del Kimmeridgiano temprano, de unos 157 millones de años. Incluyen algunas vértebras del cuello, muchas vértebras de la cola y material de la cintura escapular, la pelvis y las extremidades. En 2020, setenta y cinco especímenes de saurópodos adicionales en la colección del museo, del mismo sitio que los sintipos, fueron referidos a la especie. Estos también incluyen algo de material craneal limitado y un diente roto. Los huesos no están articulados, generalmente han sido fuertemente comprimidos y a menudo han sido dañados al ser extraídos con fuerza de la roca. Von Huene ya había llegado a la conclusión de que el material representaba a dos o tres individuos; en 2020 esto se incrementó a un mínimo de cuatro. De estos, los individuos "A" y "B" tienen aproximadamente el mismo tamaño, mientras que un individuo "C" es un 15% más largo y un individuo "D" un 20% más corto. Ninguno de los ejemplares es claramente juvenil.